# Slag bij Nagashino
De Slag bij Nagashino (Japans: 長篠の戦い, Nagashino no Tatakai) was een slag die plaatsvond in 1575 nabij kasteel Nagashino op de vlakte van Shitaragahara in de provincie Mikawa in Japan. Het kasteel werd sinds 17 juni belegerd door Takeda Katsuyori; de verdediging van het kasteel werd geleid door Okudaira Sadamasa, een vazal van de Tokugawa. Het kasteel werd aangevallen omdat het de toevoerlijn van de troepen van Takeda in gevaar bracht.
Zowel Tokugawa Ieyasu als Oda Nobunaga stuurde troepen om het beleg op te heffen en Takeda Katsuyori werd verslagen. De overwinning van de troepen van Oda met hun westerse tactieken en vuurwapens tegen de cavalerie van Takeda wordt vaak genoemd als keerpunt in de Japanse oorlogsvoering; velen citeren het als de eerste moderne Japanse veldslag. Echter, de cavalerieaanval was pas een generatie eerder geïntroduceerd door de vader van Takeda, Takeda Shingen. Verder werden vuurwapens reeds in eerdere veldslagen gebruikt. De innovaties die Oda Nobunaga aanbracht waren de houten barricades en roterende salvo's van schoten, die uiteindelijk tot de overwinning zouden leiden in Nagashino.

## De slag

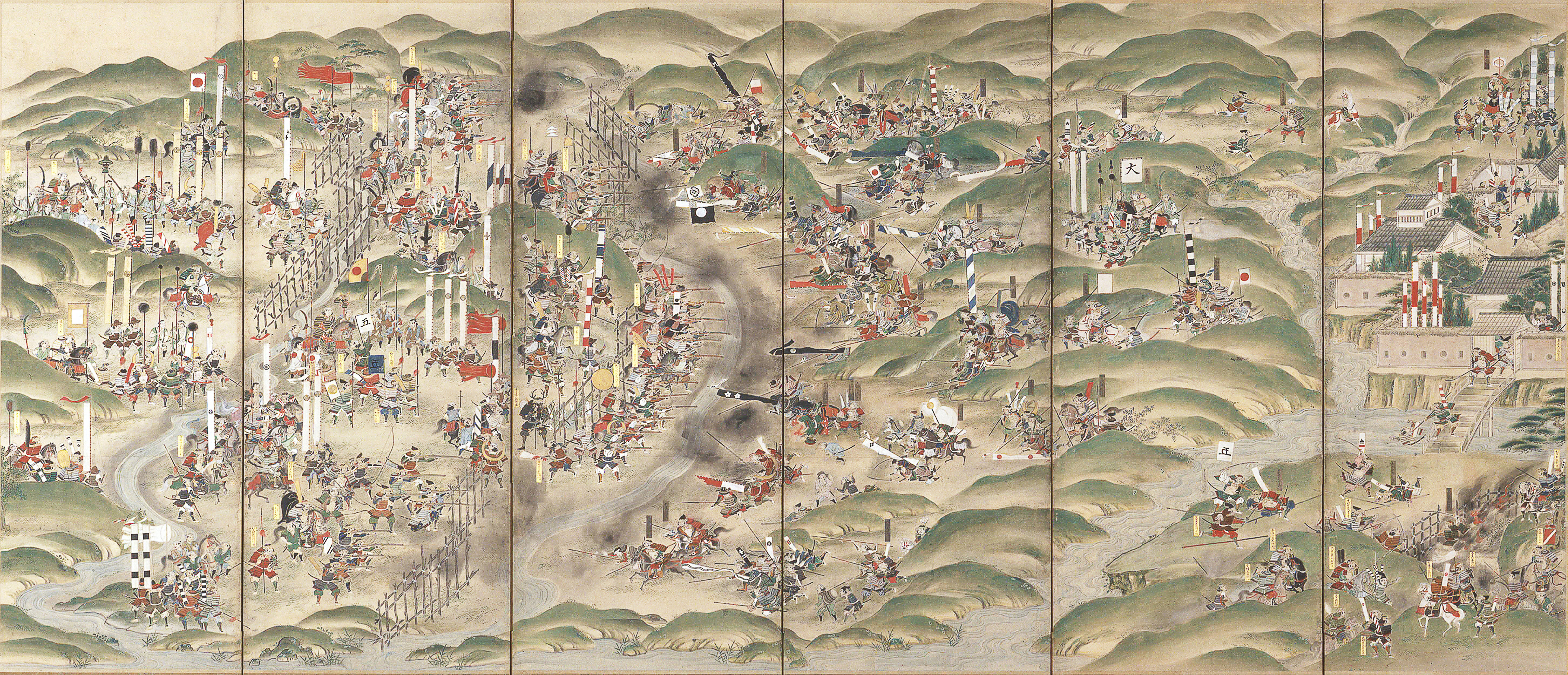
De Slag bij Nagashino afgebeeld op een Byobu-scherm

Oda Nobunaga en Tokugawa Ieyasu brachten in totaal 38.000 man op de been om het beleg van het kasteel door Takeda Katsuyori op te heffen. Van de 15.000 manschappen waarmee Takeda het beleg voerde, werden 12.000 op het slagveld gebracht tegen de Oda-Tokugawa-alliantie. De overige 3.000 bleven achter om het beleg van het kasteel, met 500 man bezetting, voort te zetten. De Oda en Tokugawa positioneerden hun manschappen aan de andere kant van een vlakte nabij het kasteel, achter de Rengogawa, een kleine stroom met steile hellingen die de cavalerieaanvallen, waar de Takeda-clan bekend om stond, af konden remmen.
Om zijn haakbusschutters, waar hij later bekend om zou staan, te beschermen, bouwde Nabunaga houten barricades en stelde zijn schutters op om in salvo's te kunnen schieten. De barricades dienden om de brute kracht van een cavalerieaanval af te kunnen slaan, als bescherming tegen zwaard- en speeraanvallen, en gaf verder een weinig bescherming tegen pijlen. Poorten in de elkaar overlappende barricades waren zo gebouwd dat ze de cavalerieaanvallen kanaliseerden en in banen leidden, waardoor de ruiters nog kwetsbaarder waren voor aanvallen vanuit de barricades. Oda had de beschikking over ongeveer 1.000-1.500 haakbusschutters (veel Europese lijsten stellen 3.000, maar aangenomen wordt dat dit is gebaseerd op een latere aanpassing van teksten door de Tokugawa) en dezen vielen onder zijn elitelijfwacht (母衣衆, horo-shu). Oda stuurde een kleine eenheid tegen Takeda om een frontale aanval voor te wenden, wat Katsuyori uiteindelijk aanzette tot een aanval.
De troepen van Takeda kwamen uit het bos tevoorschijn en bevonden zich op 200-400 meter van de Oda-Tokugawa-barricades. De korte afstand, de grote kracht van de cavalerie, en de zware regen, waarvan Katsuyori aannam dat het de haakbussen nutteloos zou maken, moedigden hem aan tot de aanval.
De cavalerie van de Takeda was reeds bekend bij de Oda en Tokugawa troepen, die in de Slag bij Mikatagahara nog een nederlaag tegen hen hadden geleden. De paarden remden af om de stroom over te steken en werden direct beschoten toen ze zich op 50 meter van de barricades bevonden. 50 meter werd beschouwd als de optimale afstand om het pantser van de cavalerie te doordringen. In de standaard militaire tactiek is het normaal dat een cavalerieaanval voorafgegaan wordt door een infanterieaanval om de rangen te breken. Zelfs getrainde paarden zullen niet snel een gesloten rang aanvallen.
Tussen de troepen van de lijfwacht en met hun steun wisten de haakbusschutters stand te houden. Ze konden meerdere salvo's lossen op de aanvallende cavalerie. Ashigaru speertroepen en samoerai met korte zwaarden en speren verdedigden de barricades tegen troepen die langs de eerste linies kwamen. Sterke verdedigingen op de uiteindes van de barricades voorkwamen dat de cavalerie van de Takeda in de flanken aan zou vallen. Rond de middag braken de rangen van de Takeda en vluchtten de overgebleven troepen. Volgens Shincho koki, verloren de Takeda 10.000 man, twee derde van de oorspronkelijke troepenmacht. Dit is echter een extreem hoog getal en waarschijnlijk sterk overdreven; andere bronnen geven aantallen rond de 1.000-2.000 doden tijdens de vlucht. Acht van de beroemde 'vierentwintig generaals' kwamen om in deze veldslag, onder wie Baba Nobuharu, Yamagata Masakage en Naito Masatoyo.

## Effect
De Slag bij Nagashino kan gezien worden als een keerpunt in de Japanse geschiedenis. Hoewel haakbussen eerder reeds gebruikt waren in veldslagen werden ze tot dan toe gezien als onbelangrijk door de grote onbetrouwbaarheid van het wapen. Na de Slag bij Nagashino werden haakbussen een standaard onderdeel van Japanse militaire strategie.
Ook het verlies van de cavalerie van de Takeda kan worden gezien als een belangrijk punt. De militaire strategie verwijderde zich van de meer 'eervolle' cavaleriegevechten, naar een geïndustrialiseerde en onpersoonlijke oorlogvoering.

## Moderne adaptaties

### Film
De Slag bij Nagashino en laatste jaren van de Takeda-clan worden gedramatiseerd in de film Kagemusha (De schaduw van een krijgsman) van Akira Kurosawa uit 1980.

### Videospel
In verschillende PlayStation 2-spellen speelt de Slag bij Nagashino een rol, waaronder Kessen III en Samurai Warriors. Met Shingen als personage kan men in Samurai Warriors een 'what-if' situatie uitspelen, waarin Shingen niet is overleden in 1573. Shingen trapt niet in de schijnmanoeuvre van Oda en valt niet aan. Daarna begint het te regenen, wat de haakbussen van Oda nutteloos maakt. Pas dan valt Shingen aan. Ongeveer hetzelfde kan gedaan worden in Samurai Warriors 2.
De slag wordt in meerdere spellen herleefd, zoals in Shogun 2: Total War, waarin de speler als Oda Nobunaga zijn strategie van haakbussen en speren kan gebruiken tegen de krachtige cavalerieaanvallen van Takeda.